# Sint-Oda (centrum voor personen met een handicap)
Sint Oda is een dienstencentrum voor mensen met een complexe en of meervoudige beperking waarbij de verstandelijke beperking varieert van matig, ernstig tot diep. Sint Oda is gelegen in de Belgische gemeente Pelt. Sint Oda werd opgericht door de Overpeltse ereburgemeester, ridder Gilbert Seresia.
Elk jaar op carnavalsdinsdag, trekken de bewoners met een carnavalstoet door de straten van Lindelhoeven. Deze speciale carnavaloptocht trekt zelfs toeschouwers die veraf wonen.